# 青木まゆみ
青木 まゆみ（あおき まゆみ、本名：西口 まゆみ、1953年5月1日 - ）は、日本の元競泳選手。1972年ミュンヘンオリンピック100mバタフライ金メダリスト。現役引退後は高等学校の教員を務めた。熊本県山鹿市（旧菊鹿町）出身。
現役時代の得意の泳法は、腕でひとかきする間に2回のキックをする「2ビート泳法」であった。

## 来歴
青木の話によると、初めて泳げるようになったのは小学6年生の頃とのことで、それまでは泳げなかったという。当時父親に「中学生にもなるのに泳げないのは恥ずかしい」と言われ、自宅近くの川で練習して25mが泳げるようになった。
その後、中学3年のときに大阪に水泳留学し、山田スイミングクラブで練習を重ねる。その精悍な体つきと風貌から「女金時」や「金太郎」という異名が付けられた。ミュンヘンオリンピック開催の1972年に高校を卒業するが、就職・進学を行わずに練習に専念した。
同年7月21日の日本選手権で、100mバタフライで1分3秒9の世界新記録を樹立、金メダル候補となる。9月1日のオリンピック本番でも1分3秒3の世界新記録で優勝。個人種目としては1936年ベルリンオリンピック200m平泳ぎの前畑秀子以来の日本人女子金メダリストとなった(次に金メダルをとったのは、1992年の岩崎恭子)。
当然、優勝は青木にとって嬉しいことであったが、今のようにガッツポーズすることはなかった。当時の風潮ではガッツポーズは「生意気だ」「いつからそんなに偉くなった」などと思われていたためできなかった、と青木は述べている。また、時代背景もあり、「今と違って金メダルを獲ったからといって人生が変わったとかはない。青春の1ページだった」とも述べている。しかしミュンヘンオリンピック100mバタフライ決勝前の選手ミーティングでは外国のライバル選手を睨みつけ闘争精神を前面に表すなど気の強さを見せつけた。
1973年に天理大学に進学し、同年の第1回世界水泳選手権（ベオグラード）では100mバタフライで銅メダルを獲得した。
大学卒業後は公立高校教員（地方公務員）となり、西宮市立西宮高等学校の体育科教諭として採用され、その後西宮市立西宮東高等学校に移った。現役引退後は長らく公の場への出席やマスコミとの接触を断ち、高校で指導した教え子にも金メダリストとは知らない生徒がいたという。2019年に教員を退職した。